# Montes de Oro (tổng)
Montes de Oro là một tổng trong tỉnh Puntarenas, Costa Rica. Tổng này có diện tích 244,76 km², dân số năm 2008 là 12495 người..